# Тублє-при-Комну
Тублє-при-Комну (словен. Tublje pri Komnu) — поселення в общині Сежана, Регіон Обално-крашка, Словенія. Висота над рівнем моря: 195,8 м. Розташоване близько до кордону з Італією.